# Mont Racine
Le mont Racine est un sommet du massif du Jura en Suisse. Il culmine à 1 439 mètres d'altitude.

## Géographie
Le mont Racine est situé sur une ligne de crêtes du Jura axée sud-ouest/nord-est, qui se prolonge vers le nord-est en direction de la tête de Ran, et au-delà par le col de la Vue des Alpes, puis du mont d'Amin. Il se trouve à l'ouest de Coffrane.
Il est possible de voir de son sommet le lac de Neuchâtel, le lac de Morat, le Creux-du-Van ainsi que les Alpes lorsque le temps le permet.

## Tourisme
Le mont Racine ainsi que ses environs sont très prisés des nombreux randonneurs du fait de son panorama et de son accès facile à pied (environ 8 km). Un refuge-auberge est disponible à son sommet.

## Association
Une association des Amis du Mont-Racine a été créée le 25 septembre 1966 dans le but de préserver la région d'une extension de la place d'armes. Cette association a encore agi de 1998 à 2010 contre toute installation de parc éolien sur les crêtes neuchâteloise,.
En 2008, les Amis du Mont-Racine reprennent la gestion de la loge des Pradières[Quoi ?], jusqu'alors gérée par le Club alpin suisse. En 2012, la construction d'un mur en pierres sèches à proximité de la loge est réalisée en collaboration avec des requérants d'asile des Grandes-Pradières.